# Памятник Дунину-Горкавичу (Тобольск)
Памятник Александру Александровичу Дунину-Горкавичу, исследователю Севера Западной Сибири и краеведу, установлен в Тобольске на его могиле на Завальном кладбище.

## История
Дунин-Горкавич был похоронен в Тобольске на Завальном кладбище, где нашли свой последний приют декабристы А. М. Муравьёв, Краснокутский С. С., Кюхельбекер, а также сказочник Пётр Павлович Ершов. Однако к 1990 г. могила Дунина-Горкавича, не имевшая достойного ухода, пришла в крайнее запустение.
Благодаря усилиям Фонда «Возрождение Тобольска» и администрации города было решено могилу привести в надлежащий вид. Она была облагорожена, на неё установили мраморное надгробие и памятник.
Автором памятника выступил Михаил Переяславец, который для Тобольска создал также памятник Ф. М. Достоевскому и скульптурную композицию П. П. Ершова и героев его произведений. Значительная роль в создании и финансировании памятника принадлежит председателю президиума фонда «Возрождение Тобольска» Аркадию Елфимову и главе города Тобольск Евгению Воробьеву.
Открытие памятника состоялось 27 июня 2003 г.